# Villy-Bocage
Villy-Bocage är en kommun i departementet Calvados i regionen Normandie i norra Frankrike. Kommunen ligger i kantonen Villers-Bocage som ligger i arrondissementet Caen. År 2022 hade Villy-Bocage 709 invånare.

## Befolkningsutveckling
Antalet invånare i kommunen Villy-Bocage
Referens:INSEE